# Флаг Енотаевского района
Флаг муниципального образования «Енота́евский район» Астраханской области Российской Федерации — опознавательно-правовой знак, служащий официальным символом муниципального образования.
Флаг утверждён 27 декабря 2007 года и внесён в Государственный геральдический регистр Российской Федерации с присвоением регистрационного номера 3961.

## Описание
«Прямоугольное белое полотнище с отношением ширины к длине 2:3, несущее фигуры из герба района: изображение голубого меча с жёлтой рукояткой над красной зубчатой стеной с жёлтой аркой и тремя башнями».

## Обоснование символики
Флаг Енотаевского района составлен на основе герба Енотаевского района, который составлен по гербу уездного города Енотаевска, Высочайше утверждённого 20 июля (1 августа) 1846 года императором Николаем I. Город был основан известным деятелем и историком В. Н. Татищевым в 1742 году как крепость для защиты от степных кочевников, символом чего на флаге и является крепостная стена (красная полоса). Стена является символом защиты и разумного ограничения.
Возвышающаяся над крепостной стеной сабля (по форме и положению подобная сабле из флага Астраханской области) символизирует территориальную принадлежность и подчинённость Енотаевского района Астраханской области. Сабля (меч) является также символом могущества, силы, власти, правосудия.
Жёлтая (золотая) арка без ворот символизирует гостеприимство, а многочисленные кирпичики, из которых сложена крепостная стена — символ единения всех жителей района.
Белый цвет (серебро) — символ чистоты, открытости, божественной мудрости, примирения.
Красный цвет — символ мужества, жизнеутверждающей силы и красоты, праздника.
Голубой цвет (лазурь) — символ возвышенных устремлений, искренности, преданности, возрождения.
Жёлтый цвет (золото) — символ высшей ценности, величия, великодушия, богатства, урожая.